# Willi Breest
Wilhelm „Willi“ Carl Friedrich Franz Breest, auch Willy Breest (* 27. August 1891 in Kuhlrade bei Carlow, Mecklenburg-Strelitz; † 23. Juli 1952 in Hamburg), war ein deutscher Maler und Hochschullehrer.

## Leben

Herbstlandschaft; Öl auf Leinwand (Um 1940)

Nach der Realschule in Lübeck und einer Malerlehre besuchte Breest ab 1912 die Kunstschule von Willibald Leo von Lütgendorff-Leinburg. Von 1913 bis 1914 studierte er an der Königlichen Akademie der bildenden Künste in München bei Hugo von Habermann. Dort waren seine Studienkollegen u. a. Karl Gatermann der Ältere und Albert Aereboe, die ebenfalls zuvor die Lübecker Kunstschule besucht hatten. Mit Breest hatte ich ja lange oft, besonders in München, mein Leben geteilt, schrieb Aereboe am 29. Dezember 1950 an Gatermann. Am Ersten Weltkrieg nahm Breest als Infanterist teil; anschließend setzte er bis 1921 das Studium an der Berliner Akademie fort, unter anderem bei César Klein. In den Jahren 1920 bis 1922 nahm er an Ausstellungen der Novembergruppe teil. In dieser Zeit lebte er freischaffend in Berlin, Düsseldorf und Den Haag.
In ein Lehramt der Kunst- und Handwerkerschule Berlin-Friedrichshain berufen, übernahm er dort 1926 die Abteilung für Raummalerei. Ab 1930 lehrte er an der Kunsthandwerkerschule Berlin-Charlottenburg. Dort arbeitete er lange mit Kurt Wehlte zusammen. Nach der Machtübernahme des Nationalsozialismus wurde er für zwei Monate vom Dienst suspendiert. Dabei stand der Vorwurf einer Zugehörigkeit zur Novembergruppe und der „entarteten Malerei“ im Raum. Er konnte die Lehrtätigkeit jedoch wieder aufnehmen. Der Leiter seiner Kunstgewerbeschule meldete ihn als Anwärter bei der SA an, für einen Status, den er 1936 wegen Desinteresses wieder verlor.
Im April 1936 wechselte er an die Hansische Hochschule in Hamburg, wo er anstelle des ausgeschiedenen Willy von Beckerath Wandmalerei, Fresko, Sgraffito und Materialkunde unterrichtete. Am 13. Juli 1937 beantragte er die Aufnahme in die NSDAP und wurde rückwirkend zum 1. Mai desselben Jahres aufgenommen (Mitgliedsnummer 4.230.079). Im gleichen Jahr heiratete er Lore Engler. Das Paar bezog eine Wohnung am Schwanenwik 29. Weiterhin war er Anfechtungen ausgesetzt; so prangerte ihn Wolfgang Willrich in seinem Buch Säuberung des Kunsttempels (1937) an, weil er Mitglied der Novembergruppe gewesen sei. Freundschaftlich war er unter anderem mit den Künstlern Paul Bollmann und Hugo Meier-Thur verbunden. 1939 unternahm er eine Studienreise nach Italien. Sein Atelier in der Hansischen Hochschule wurde 1943 durch Bombenangriffe zerstört. 1944 wurde er unabkömmlich gestellt. Im gleichen Jahr erfolgte sein Eintritt in den Nationalsozialistischen Deutschen Dozentenbund.
Nach dem Zweiten Weltkrieg am 15. September 1945 aus der Hochschule entlassen, wurde er in einem Spruchkammerverfahren in die Kategorie IV („Mitläufer“) eingestuft, nachdem zahlreiche Kollegen und ehemalige Schüler sich für seine Entlastung ausgesprochen hatten. Nach einigem Hin und Her erhielt Breest ab Dezember 1947 an der Hochschule wieder ein Gehalt, aber keine Lehrbefugnis. Erst am 2. März 1949 erfolgte die endgültige Rehabilitierung und die förmliche Wiedereinstellung als Hochschullehrer. Jahrelang stand er in dieser Zeit der Hamburger Gruppe 1945 vor. Noch bevor in Hamburg in den 1950er Jahren die Informelle Malerei begann, malte er abstrakt. Zu seinen Schülern gehörten Johannes Ufer, Heinrich Schilinzky, Hilde und Werner Sinapius. Er starb an einem Hirntumor, drei Monate nach einem Zusammenbruch in der Mensa seiner Hochschule. Beigesetzt wurde er auf dem Friedhof Ohlsdorf.

## Werk (Auswahl)
- 1927: Wandbilder in den Restaurationsräumen und eine Supraporte im Erfrischungssaal des Flughafens Berlin-Tempelhof (zusammen mit dem Architekten Paul Engler konzipiert, später vernichtet)[5]
- um 1930: Wandbild im Krankenhaus Berlin-Rudow (auf Anordnung von Hermann Göring entfernt)
- 1936–1945: Wandmalereien für den Architekten Hans M. Loop in Hamburger Privatbauten